# Arcadio López Casanova
Arcadio López Casanova   (Lugo, 5 de març de 1942 - València, 11 d'abril de 2022) va ser un poeta i crític literari gallec en llengües gallega i castellana. Va estudiar Filosofia i Lletres a la Universitat de Santiago de Compostel·la. Va rebre nombrosos premis a les Festas Minervais i altres certàmens literaris convocats en Galícia en els anys 60. Professor de Literatura i crític literari, va conrear també el teatre (Orestes, 1963) i la literatura infantil (O bosque de Ouriol 1973). El 1968 es va traslladar a València per a ocupar una càtedra de llengua i literatura espanyoles en l'Institut Mariano Benlliure. Des de 1986 era professor titular del Departament de Filologia Espanyola de la Facultat de Filologia de la Universitat de València, on impartia matèries relacionades amb la poesia i la novel·la espanyoles del segle xx, així com l'anàlisi i la composició de texts poètics.

## Obra literària
El 1965 publica Sonetos da esperanza presentida i en 1967 Palabra de honor. El llibre Mesteres, finalista en 1976 del Premi Nacional de la Crítica, suposa una renovació de la seva poesia. A continuació va publicar Liturxia do corpo. El 1978 obté el Premi Adonais per La oscura potestad. El 2003 va recollir la seva obra poètica completa en castellà amb el títol En oscuro desvelo.
Els primers llibres de López-Casanova reflecteixen una preocupació obsessiva per recuperar la infantesa, la innocència perduda, barrejada amb dramatisme que exposa una visió desesperada del món i de les coses, en la línia intimista i angoixada de la poesia da tebra  (poesia de la tenebra). A Mesteres mostra una major preocupació formal, emprant versos de llarga etapa, entroncados en les formes rapsòdiques de la lírica tradicional. Liturxia do corpo conté meditacions íntimes sobre la mort.